# Taiwan ai Giochi della XVII Olimpiade
La Repubblica di Cina partecipò come "Formosa" ai Giochi della XVII Olimpiade che si sono svolti a Roma dal 25 agosto all'11 settembre 1960, con una delegazione di 27 atleti impegnati in sei discipline per un totale di 18 competizioni.

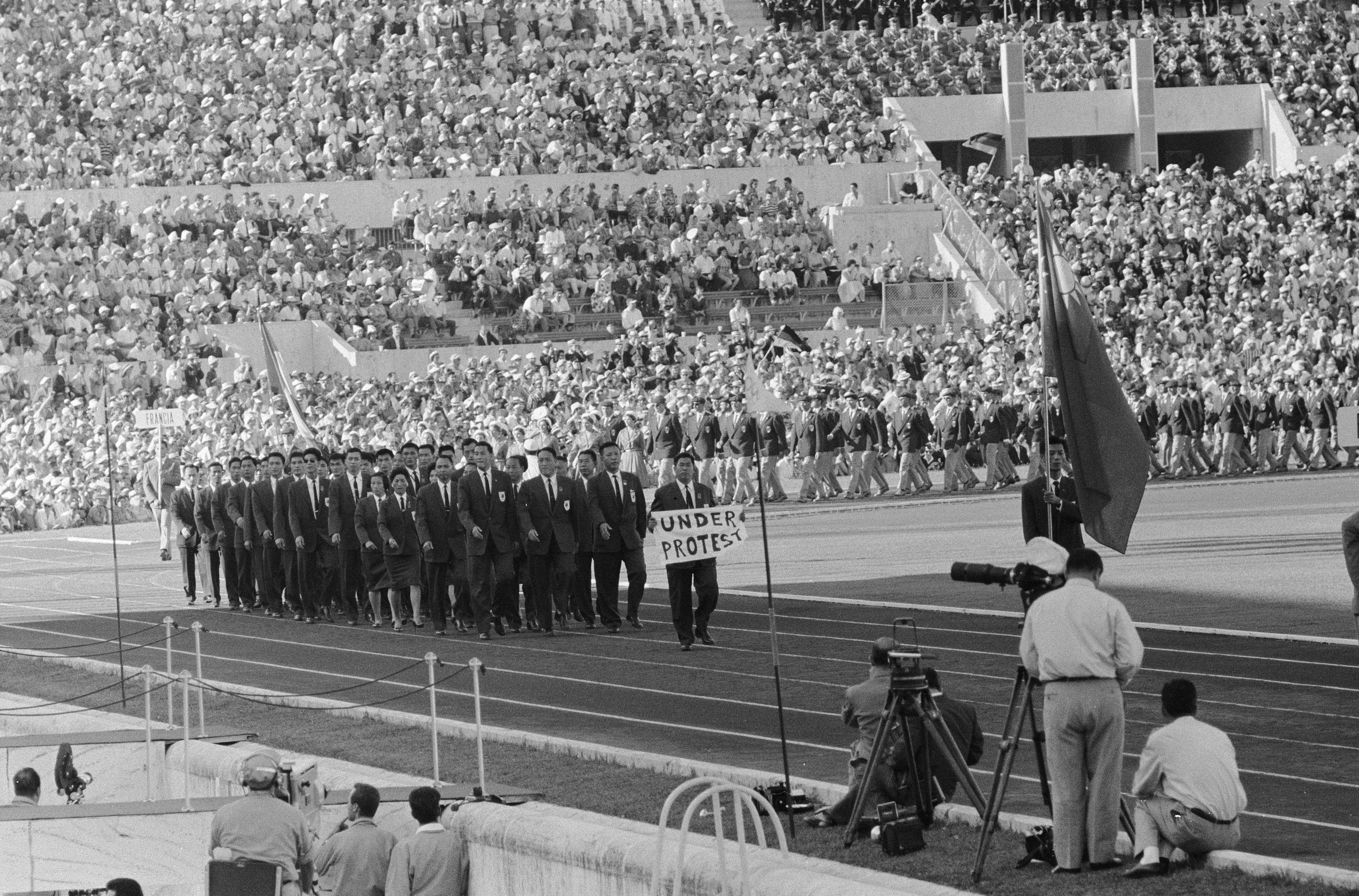
Sfilata di Formosa con protesta nello Stadio olimpico

Alla sua seconda partecipazione ai Giochi, Taiwan conquistò la sua prima medaglia olimpica grazie al decatleta Yang Chuan-kwang che vinse l'argento al termine di una memorabile sfida con lo statunitense Rafer Johnson.

## Medaglie
| Medaglia | Atleta           | Sport            | Evento    |
| -------- | ---------------- | ---------------- | --------- |
| Argento  | Yang Chuan-Kwang | Atletica leggera | Decathlon |

## Risultati

### Calcio
| Atleta | Classifica |                   |
| --- | --- | ----------------- |
| V · D · M Nazionale olimpica taiwanese · Calcio ai Giochi Olimpici Estivi 1960 P Lau S. W. · P Yong P. D. · D Chan F. H. · D Kok K. H. · D Lau Y. · D Law P. · C Chang T. D. · C Lam S. Y. · C Lau T. · C Wong M. W. · C Yeung W. T. · A Chow S. H. · A Kwok Y. · A Lo K. T. · A Mok C. W. · A Ng W. M. · A Se T. M. · A Wong C. K. · A Yiu C. Y. · CT : Lee W. T. | 13° |                   |
| Nazionale olimpica taiwanese · Calcio ai Giochi Olimpici Estivi 1960 | |                   |
| P Lau S. W. · P Yong P. D. · D Chan F. H. · D Kok K. H. · D Lau Y. · D Law P. · C Chang T. D. · C Lam S. Y. · C Lau T. · C Wong M. W. · C Yeung W. T. · A Chow S. H. · A Kwok Y. · A Lo K. T. · A Mok C. W. · A Ng W. M. · A Se T. M. · A Wong C. K. · A Yiu C. Y. · CT: Lee W. T.                                                                                 | P Lau S. W. · P Yong P. D. · D Chan F. H. · D Kok K. H. · D Lau Y. · D Law P. · C Chang T. D. · C Lam S. Y. · C Lau T. · C Wong M. W. · C Yeung W. T. · A Chow S. H. · A Kwok Y. · A Lo K. T. · A Mok C. W. · A Ng W. M. · A Se T. M. · A Wong C. K. · A Yiu C. Y. · CT: Lee W. T. | Taiwan (bandiera) |